# Putování za vodou
Putování za vodou je naučná stezka vedoucí městem Frýdlant ležícím na severu České republiky, ve Frýdlantském výběžku Libereckého kraje. Její trasa, na níž je celkem šest zastavení, spojuje čtyři zdejší vodojemy, městský park a místní rozhlednu. Každé ze zastavení je vybaveno informační tabulí. Trasa naučné stezky dosahuje délky 6,5 kilometrů a je určena pro pěší. Jednotlivá zastavení spojuje modře značená turistická trasa. Když ji značkaři Klubu českých turistů (KČT) na přelomu let 2015 a 2016 v terénu realizovali, použili pokusně lepené značky namísto dosavadních malovaných.